# Горев, Николай Николаевич
Николай Николаевич Горев (21 апреля 1900, Казань, Казанская губерния, Российская империя — 9 ноября 1992) — советский патофизиолог.

## Биография
Родился Николай Горев 21 апреля 1900 года в Казани. В 1920 году переехал в Красноярск, где работал в отделе юстиции Красноярского губревкома, вскоре переехал в Иркутск, где в 1921 году поступил в ИрГУ, который окончил в 1926 году. Администрация ИрГУ оставила дипломированного специалиста у себя, где он до 1931 года работал на кафедре общей патологии. В 1931 году переехал в Хабаровск, где с 1931 по 1934 год заведовал кафедрой патофизиологии Хабаровского медицинского института. В 1934 году решил связать свою жизнь с Киевом и переехал туда, где с 1934 по 1958 год заведовал отделом в Институте физиологии. В 1950-е годы основал Институт геронтологии и экспериментальной патологии и в 1958 году он был открыт и Николай Николаевич был избран первым директором, и занимал данную должность до 1962 года, с 1962 по 1977 год руководил лабораторией патофизиологии этого же института, одновременно с этим с 1964 года работал научным консультантом института физиологии, и занимал данную должность до смерти. Николай Горев — выдающиеся советский учёный, который посвятил своей деятельности 69 лет научной жизни.
Скончался Николай Горев 9 ноября 1992 года.

## Личная жизнь
Николай Горев был женат на Александре Фёдоровне, с которой прожил более 60-ти лет.

## Память
Память Николая Горева была увековечена при жизни — в 1990 году студенты Института физиологии изготовили его бюст в подарок к 90-летнему юбилею учёного.

## Преподавательская деятельность
Николай Горев подготовил 7 докторов и 25 кандидатов медицинских наук.

## Научные работы
Основные научные работы посвящены проблемам физиологии и проблемам кровообращения. Автор 130 научных работ, из них 4 монографии.

## Избранные сочинения
- Горев Н.Н. Материалы о патогенезе расстройств кровообращения при анафилактическом шоке.— Киев, 1937.
- Горев Н.Н. Некоторые основные вопросы патогенеза гипертонии, 1953.
- Горев Н.Н., Вишатиная А.И. О роли почек в патогенезе гипертонии, 1956.
- Горев Н.Н. О функциональном состоянии нервной системы при гипертонии, 1957.
- Горев Н.Н. Очерки изучения гипертонии.— Киев.: Госмедиздат, 1959.— 264 с.
- Горев Н.Н. Экспериментальный атеросклероз и возраст, 1972.

## Членство в обществах
- 1945—53 — Член-корреспондент АМН СССР.
- 1953—91 — Академик АМН СССР.

## Награды и премии
- Орден Ленина
- Орден Трудового Красного Знамени (21.04.1980)[1]
- 2 ордена «Знак Почёта» (01.10.1944; ...)
- Почётная грамота Верховного Совета СССР
- Премия имени А. Богомольца
- Ряд других научных медалей

## Почётные звания
- Заслуженный деятель науки УССР (1951)
- Отличник здравоохранения СССР.